# The Equalizer 3 - Senza tregua
The Equalizer 3 - Senza tregua (The Equalizer 3) è un film del 2023 diretto e co-prodotto da Antoine Fuqua.
La pellicola, con protagonista Denzel Washington, è il sequel di The Equalizer 2 - Senza perdono (2018). Il film è interpretato anche da Dakota Fanning, Eugenio Mastrandrea, David Denman, Gaia Scodellaro, Remo Girone, Andrea Scarduzio e Andrea Dodero.
È il terzo film del franchise The Equalizer.

## Trama
Robert McCall, ex agente segreto della Defense Intelligence Agency (DIA) in pensione, prosegue con la sua lotta al crimine nelle vesti di vigilante al servizio dei più deboli.
Un'indagine su loschi traffici lo porta in un paesino del Sud Italia, Altamonte, un paesino della Costiera amalfitana, dove Enzo, bonario medico, se ne prende cura quando Giorgio, brigadiere dei Carabinieri, lo trova gravemente ferito. Qui l'ex agente segreto trova la pace che cercava da anni: il luogo in sé e le persone che lo abitano lo deliziano al punto che mette quasi da parte la sua attività di vendicatore.
La quiete dura ben poco però: mentre aiuta con telefonate anonime Emma, una giovane agente della CIA, affinché concluda con successo le indagini di cui si stava occupando lui in prima persona, Robert scopre che alcuni giovani legati alla camorra napoletana terrorizzano la popolazione chiedendo il pizzo e malmenando chi cerchi di fermarli. Per esempio, quando un pescivendolo si ritrova senza i soldi per pagare i criminali, questi lo pestano e gli incendiano il locale; poi malmenano Giorgio, messosi a indagare al riguardo.
Robert non ci mette molto a entrare in azione. Una sera, il capobanda dei giovani malavitosi, Marco, tenta di intimorirlo ma Robert lo neutralizza e lo fa fuggire momentaneamente e nella notte tutto il gruppo viene sterminato senza pietà. Il giorno dopo, il fratello di Marco, Vincent, boss della camorra, scatena il panico in tutta Altamonte chiedendo che gli venga consegnato il responsabile di tale carneficina. Robert gli si rivela immediatamente ma il popolo insorge, guidato da Enzo. Il criminale batte temporaneamente in ritirata.
Consapevole di avere un lavoro da finire, Robert si reca nella villa del criminale (scene girate a Villa Giulia o De Gregorio di Sant'Elia o San Nicandro che è una delle ville storiche di Napoli; è locata nel quartiere di Barra e fa parte delle ville vesuviane del Miglio d'oro) e uccide tutti. Nel frattempo, ricontatta Emma, che si scoprirà alla fine essere la figlia dei suoi cari amici Brian Plummer e Susan Plummer, per raccontarle come sia finito in Italia: indagando sul furto di una lauta pensione a un anziano di Boston, si era casualmente imbattuto in traffici di metanfetamine che facevano capo a una cella cyberterroristica in Sicilia e alla famiglia di Vincent e Marco in Campania. Era così giunto alla conclusione che dietro a questi traffici ci fosse proprio la camorra, la quale, grazie anche all'aiuto di gruppi terroristici siriani, coi soldi guadagnati dalla rivendita degli stupefacenti, finanziava attacchi terroristici in Italia.
Ristabilito l'ordine, Robert, ormai del tutto in pace, torna a godersi la vita tranquilla di Altamonte.

## Produzione
Le riprese del film sono iniziate il 10 ottobre 2022 ad Amalfi e sulla costiera amalfitana, per proseguire fino a fine novembre nella regione Campania, tra Napoli (funicolare di Montesanto e piazza del Gesù Nuovo) Atrani, Maiori e Minori; il tutto si è poi concluso a Cinecittà nel mese di dicembre.
Denzel Washington ha dichiarato che sarà il suo ultimo film della serie, anche se Antoine Fuqua vorrebbe girare un'origin story del personaggio di Robert McCall.

## Promozione
Il primo trailer del film è stato diffuso il 25 aprile 2023.

## Distribuzione
Il film è stato distribuito nelle sale cinematografiche italiane il 30 agosto 2023, mentre in quelle statunitensi il 1º settembre dello stesso anno.

## Accoglienza

### Incassi
A fronte di un budget di 55 milioni di dollari, la pellicola ne ha incasati circa 92,4 milioni in Nord America e 98,7 milioni nel resto del mondo, per un totale di 191067560 $.

### Critica
Il film ha ricevuto recensioni positive da parte della critica. Sull'aggregatore di recensioni Rotten Tomatoes ha un indice di gradimento del 76% basato su 166 recensioni, con un voto medio di 6,2 su 10. Su Metacritic ottiene un punteggio di 58 su 100 basato su 38 recensioni.

## Riconoscimenti
- 2024 – Saturn Award[14]
  - Candidatura per il miglior film d'azione/di avventura